# Alan Francis Chalmers
Alan Francisco Alberto Chalmers (Brístol, 23 de agosto de 1939 ) es un físico, profesor, escritor y filósofo de la ciencia británico. Es principalmente conocido por su libro ¿Qué es esa cosa llamada ciencia?, que ha sido utilizado como guía básica sobre epistemología durante los últimos 30 años.

## Biografía
Chalmers estudió física en la Universidad de Brístol, se graduó en 1961, y recibió su doctorado en 1971 en la Universidad de Londres y en la actualidad reside en Australia. Ha editado tres libros de divulgación científica, utilizando el mínimo número de términos técnicos. Sus libros se han traducido a varios idiomas. 
Durante años también se le pudo encontrar ocasionalmente trabajando en un rancho ganadero en Hunter Valley.

### Libros
- 1976, ¿Qué es esa cosa llamada ciencia?
- 1990, La ciencia y cómo se elabora.
- 2009, Átomo del científico y la piedra filosofal.